# Bastejkalns

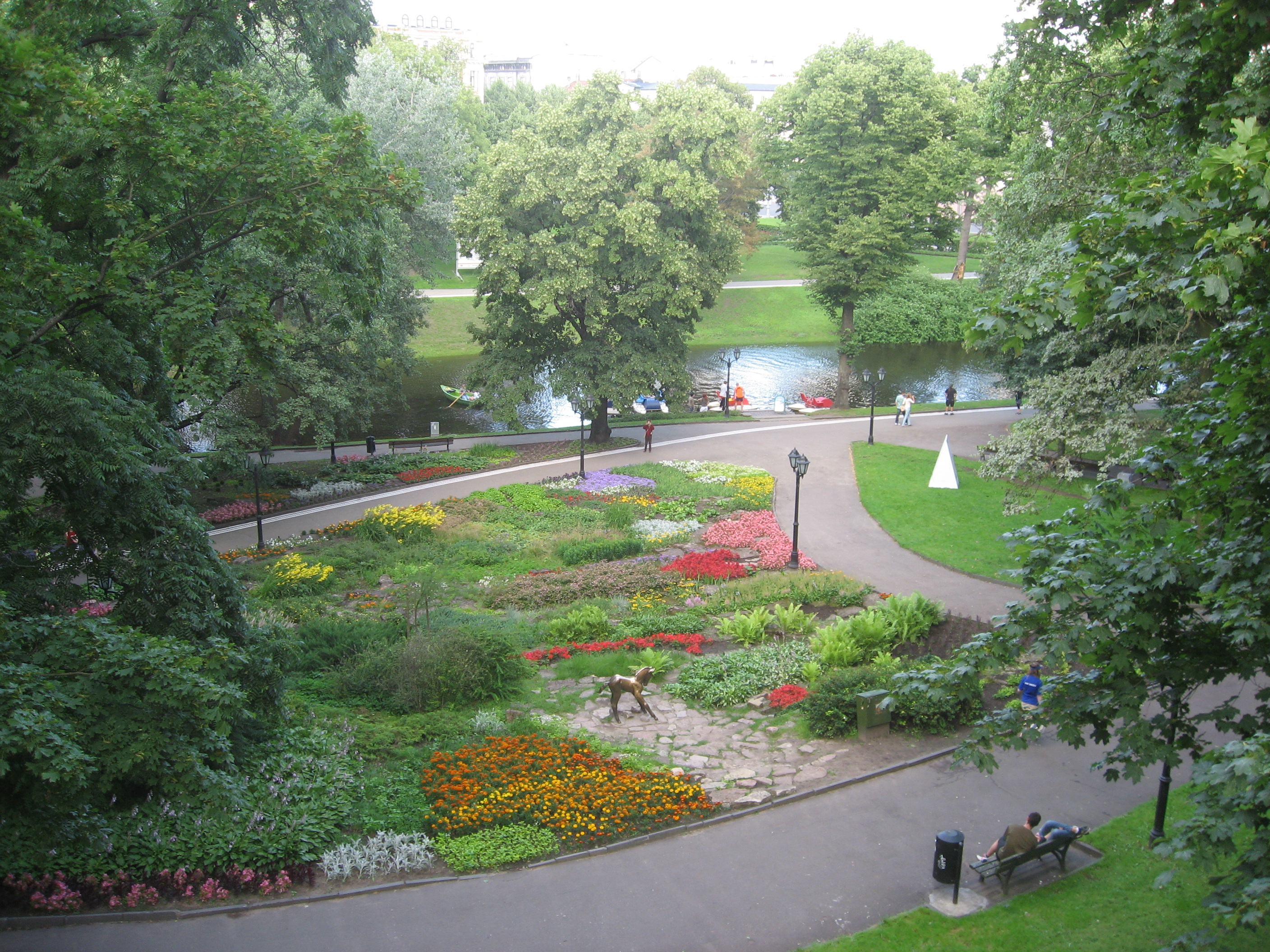
Rigas stadskanal sedd från Bastionsberget

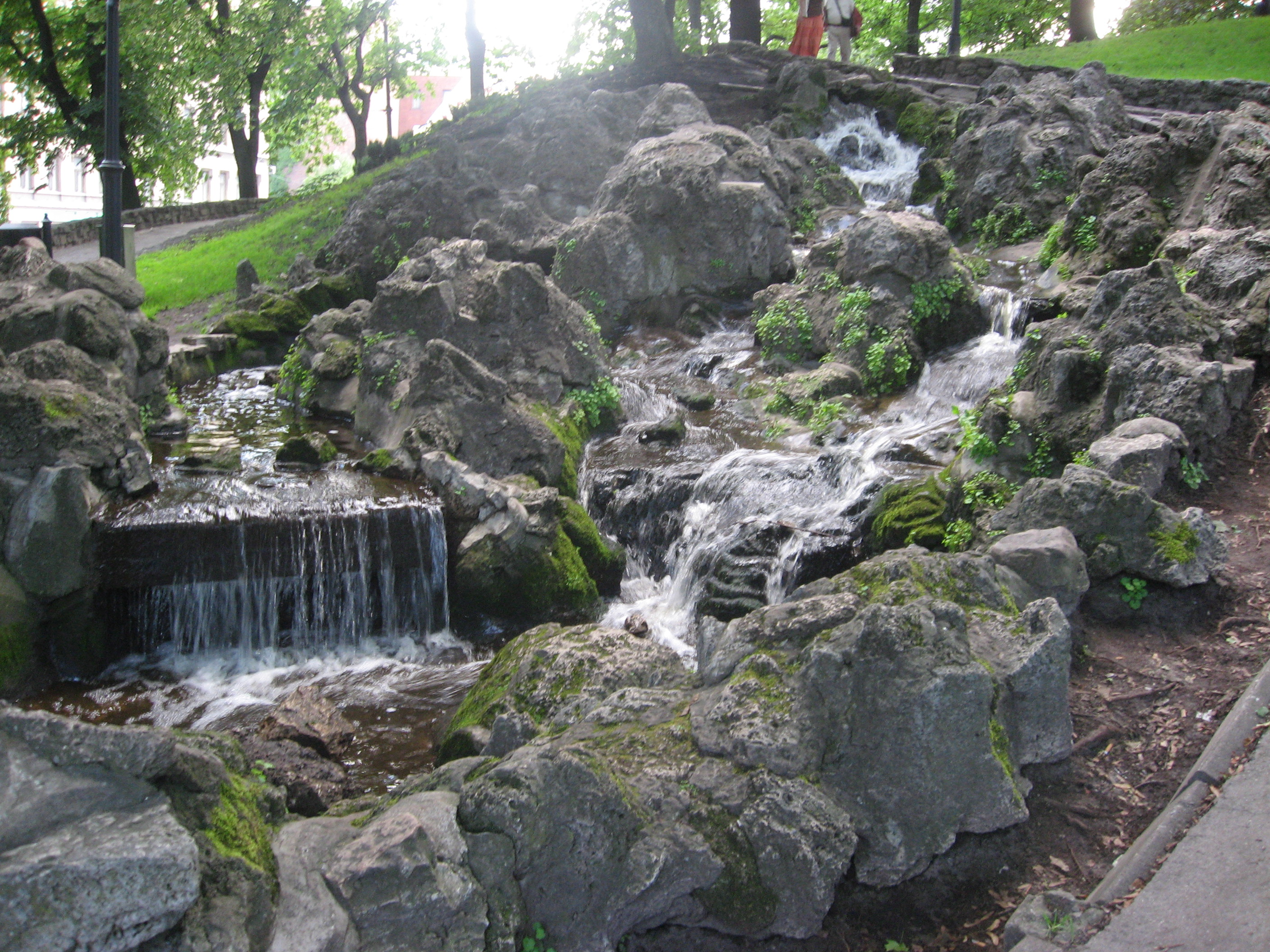
Bäck på Bastionsberget

Bastejkalns ("Bastionsberget") är en park i Riga, som är en del av det långa parkstråk som halvt omgärdar Gamla stan. 

## Historik
År 1859 började grönska anläggas längs Rigas stadskanal och på slänterna. Det var i samband med att området utvecklades från försvarszon till att bli en del av staden. Den tyske ingenjören A. Vendt ansvarade för detta och efterträddes av trädgårdsmästaren Reims 1863–1879. År 1880 bildade kommunfullmäktige en kommitté ledd av Georg Kuphaldt för att tillgodose behovet av konst och ökande trafik. 
Georg Kuphaldt gjorde en ritning 1888 som lär ha legat till grund för den flodliknande stenanläggningen som löper nedför kullen. I närheten fanns 1883 också en träbro, som 1892 ersattes den av en stenbro ritad av A. Agte. Senare tillkom fler träd och ett miniatyrhus. Bakom huset låg ett sällskap fågeluppfödare och arkitekten H. Shell. Det är ritat i östasiatisk stil och byggdes för att ge ett par svanar ett eget hem i parken. 
År 1929 uppfördes ett monument av R. Blaumanis av T. Zalkalns på norra sidan kanalen precis nära bron. Därefter gjordes ett flertal ändringar av kullens stenvallar.

## Nutid
- På toppen av kullen finns 2008 en stenbelagd samlingsplats omgärdad av stigar, träd och stenterrasser.